# Wuppertaler Sport-Verein 1994-1995
Questa voce raccoglie le informazioni riguardanti il Wuppertaler Sport-Verein nelle competizioni ufficiali della stagione 1994-1995.

## Stagione
Nella stagione 1994-1995 il Wuppertal, allenato da Werner Fuchs, concluse il campionato di Regionalliga ovest-Sudovest al 5º posto. In Coppa di Germania il Wuppertal fu eliminato al primo turno dal Fortuna Colonia.

## Rosa
| N. |                      | Ruolo | Calciatore        |
| -- | -------------------- | ----- | ----------------- |
|    | Germania (bandiera)  | P     | André Lenz        |
|    | Germania (bandiera)  | P     | Thomas Richter    |
|    | Turchia (bandiera)   | D     | Özcan Dagdas      |
|    | Germania (bandiera)  | D     | Ingo Menzel       |
|    | Germania (bandiera)  | D     | André Rasche      |
|    | Germania (bandiera)  | D     | Werner Ruthmann   |
|    | Germania (bandiera)  | D     | Frank Schön       |
|    | Rep. Ceca (bandiera) | D     | František Straka  |
|    | Grecia (bandiera)    | C     | Theodoros Aptidis |
|    | Germania (bandiera)  | C     | Christian Broos   |
|    | Germania (bandiera)  | C     | Ralf Derkum       |
|    | Germania (bandiera)  | C     | Knut Hartwig      |
|    | Germania (bandiera)  | C     | Udo Henn          |
|    | Germania (bandiera)  | C     | Karsten Hutwelker |

| N. |                     | Ruolo | Calciatore          |
| -- | ------------------- | ----- | ------------------- |
|    | Germania (bandiera) | C     | Uwe Kober           |
|    | Germania (bandiera) | C     | Eike Küttner        |
|    | Germania (bandiera) | C     | Sven Steup          |
|    | Polonia (bandiera)  | C     | Mieczysław Szewczyk |
|    | Germania (bandiera) | C     | Thomas Thiel        |
|    | Germania (bandiera) | C     | Frank Zilles        |
|    | Germania (bandiera) | A     | Markus Aerdken      |
|    | Nigeria (bandiera)  | A     | Clifford Cassidy    |
|    | Germania (bandiera) | A     | Michael Klauß       |
|    | Polonia (bandiera)  | A     | Paweł Krzeszowiak   |
|    | Romania (bandiera)  | A     | Sorin Răducanu      |
|    | Germania (bandiera) | A     | Ralf Sturm          |
|    | Germania (bandiera) | A     | Achim Weber         |

## Organigramma societario
Area tecnica
- Allenatore: Werner Fuchs
- Allenatore in seconda:
- Preparatore dei portieri:
- Preparatori atletici:
- Analisi video:

## Calciomercato

### Sessione estiva
| Acquisti | Acquisti          | Acquisti             | Acquisti |
| R.       | Nome              | da                   | Modalità |
| -------- | ----------------- | -------------------- | -------- |
| C        | Karsten Hutwelker | Wattenscheid 09      |          |
| A        | Paweł Krzeszowiak | Rot-Weiß Lüdenscheid |          |
| D        | Ingo Menzel       | Verl                 |          |
| A        | Ralf Sturm        | Colonia              |          |
| C        | Thomas Thiel      | Rot-Weiss Essen      |          |

| Cessioni | Cessioni           | Cessioni             | Cessioni |
| R.       | Nome               | a                    | Modalità |
| -------- | ------------------ | -------------------- | -------- |
| P        | Jörg Albracht      | Schalke 04           |          |
| C        | Günter Breitzke    | Homburg              |          |
| A        | Marcus Feinbier    | Alemannia Aquisgrana |          |
| C        | Lars Kindgen       | Alemannia Aquisgrana |          |
| A        | Wolfram Klein      | Rot-Weiss Essen      |          |
| D        | Waldemar Ksienzyk  | Schalke 04           |          |
| C        | Waldemar Matysik   | VfB Wissen           |          |
| A        | Richard Naawuh     | Vorwärts Steyr       |          |
| C        | Thomas Pröpper     | Rot-Weiss Essen      |          |
| C        | Thorsten Schmugge  | Saarbrücken          |          |
| D        | Jörn Schwinkendorf | Saarbrücken          |          |

## Risultati

### Regionalliga

#### Girone di andata
| Wuppertal 31 luglio 1994, ore 15:00 CEST 1ª giornata | Wuppertal | 0 – 0 referto | Paderborn-Neuhaus | Stadion am Zoo (5 000 spett.)\| Arbitro: \| Fandel \| |
| Arbitro:                                             | Fandel    |               |                   |                                                       |

| Arbitro: | Steinborn |

|                     |           |                                                 |
| Twyrdy 63’ Serr 76’ | Marcatori | 4’ Sturm 34’, 61’ Hutwelker 52’ Klauß 56’ Weber |

| Arbitro: | Liedtke |

|                    |           |          |
| Klauß 4’ Sturm 65’ | Marcatori | 27’ Flür |

| Arbitro: | Wicht |

|             |           |  |
| Thömmes 71’ | Marcatori |  |

| Arbitro: | Berg |

|                       |           |                                    |
| Beyel 66’ Merfeld 89’ | Marcatori | 72’ Klauß 82’ Menzel 86’ Hutwelker |

| Arbitro: | Frorath |

|           |           |           |
| Broos 12’ | Marcatori | 5’ Meinke |

| Arbitro: | Krug |

|                                  |           |                       |
| Ebersbach 62’, 71’ Marquardt 85’ | Marcatori | 77’ Schön 90’ Aerdken |

| Arbitro: | Henes |

|             |           |           |
| Aerdken 33’ | Marcatori | 18’ Dudek |

| Arbitro: | Günter |

|                     |           |           |
| Wagner 2’, 26’, 89’ | Marcatori | 44’ Sturm |

| Arbitro: | Merk |

|                    |           |  |
| Weber 13’ Henn 57’ | Marcatori |  |

| Arbitro: | Schneider |

|              |           |           |
| Süs 22’, 47’ | Marcatori | 85’ Weber |

| Wuppertal 22 ottobre 1994, ore 15:00 CET 12ª giornata | Wuppertal  | 0 – 0 referto | Eintracht Treviri | Stadion am Zoo (2 500 spett.)\| Arbitro: \| Kestermann \| |
| Arbitro:                                              | Kestermann |               |                   |                                                           |

| Arbitro: | Haupt |

|                     |           |  |
| Silberbach 10’, 63’ | Marcatori |  |

| Arbitro: | Hülsenbeck |

|           |           |  |
| Sturm 83’ | Marcatori |  |

| Arbitro: | Gettke |

|                     |           |                      |
| Goulet 5’ Lunga 32’ | Marcatori | 34’ Weber 90’ Straka |

| Arbitro: | Berg |

|                      |           |                   |
| Straka 86’ Klauß 90’ | Marcatori | 48’, 64’ Schreier |

| Arbitro: | Schräer |

|            |           |                                             |
| Becker 40’ | Marcatori | 56’, 72’ Hutwelker 60’ Sturm 76’, 83’ Klauß |

#### Girone di ritorno
| Arbitro: | Albers |

|                               |           |  |
| Vogt 60’ Groeleken 81’ (rig.) | Marcatori |  |

| Arbitro: | Fandel |

|                                        |           |                 |
| Weber 20’ Sturm 30’, 80’ Hutwelker 85’ | Marcatori | 10’ (aut.) Henn |

| Arbitro: | Clemens |

|                |           |                                          |
| Bockenfeld 40’ | Marcatori | 19’, 60’ Weber 22’ Hutwelker 86’ Hartwig |

| Arbitro: | Henrich |

|            |           |  |
| Menzel 81’ | Marcatori |  |

| Arbitro: | Schäfer |

|                                  |           |           |
| Weber 2’ Hutwelker 45’ Klauß 68’ | Marcatori | 89’ Beyel |

| Arbitro: | Leimert |

|                  |           |  |
| Scharpenberg 71’ | Marcatori |  |

| Arbitro: | Müller |

|  |           |             |
|  | Marcatori | 53’ Kindgen |

| Arbitro: | Kestermann |

|                    |           |                     |
| Fuhl 73’ Dudek 88’ | Marcatori | 66’ Klauß 68’ Weber |

| Arbitro: | Schütz |

|                     |           |  |
| Broos 44’ Sturm 62’ | Marcatori |  |

| Arbitro: | Schäfer |

|                               |           |  |
| von Heesen 40’ Kollenberg 86’ | Marcatori |  |

| Arbitro: | Engler |

|  |           |                            |
|  | Marcatori | 5’ (aut.) Richter 38’ Lahm |

| Arbitro: | Gettke |

|            |           |           |
| Czakon 33’ | Marcatori | 47’ Weber |

| Arbitro: | Gerber |

|                     |           |              |
| Sturm 67’ Steup 90’ | Marcatori | 5’ Teichmann |

| Arbitro: | Dardenne |

|                          |           |                                                   |
| Eichinger 26’ Schütz 27’ | Marcatori | 15’ Sturm 17’, 35’ Hutwelker 58’ Straka 85’ Klauß |

| Arbitro: | Fischer |

|                                        |           |           |
| Sturm 6’, 74’ Hutwelker 57’ Straka 76’ | Marcatori | 72’ Adams |

| Arbitro: | Werthmann |

|           |           |                          |
| Grein 86’ | Marcatori | 50’, 72’ Weber 65’ Sturm |

| Arbitro: | Liedtke |

|                                    |           |          |
| Weber 25’ Klauß 35’ Sturm 55’, 82’ | Marcatori | 86’ Neef |

### Coppa di Germania
| Arbitro: | Albers |

|           |           |                         |
| Klauß 32’ | Marcatori | 20’ Beck 89’ Svinggaard |

## Statistiche

### Statistiche di squadra
| Competizione                | Punti | In casa | In casa | In casa | In casa | In casa | In casa | In trasferta | In trasferta | In trasferta | In trasferta | In trasferta | In trasferta | Totale | Totale | Totale | Totale | Totale | Totale | DR  |
| Competizione                | Punti | G       | V       | N       | P       | Gf      | Gs      | G            | V            | N            | P            | Gf           | Gs           | G      | V      | N      | P      | Gf     | Gs     | DR  |
| --------------------------- | ----- | ------- | ------- | ------- | ------- | ------- | ------- | ------------ | ------------ | ------------ | ------------ | ------------ | ------------ | ------ | ------ | ------ | ------ | ------ | ------ | --- |
| Regionalliga ovest-Sudovest | 56    | 17      | 10      | 5       | 2       | 29      | 13      | 17           | 6            | 3            | 8            | 34           | 30           | 34     | 16     | 8      | 10     | 63     | 43     | +20 |
| Coppa di Germania           | -     | 1       | 0       | 0       | 1       | 1       | 2       | 0            | 0            | 0            | 0            | 0            | 0            | 1      | 0      | 0      | 1      | 1      | 2      | -1  |
| Totale                      | 56    | 18      | 10      | 5       | 3       | 30      | 15      | 17           | 6            | 3            | 8            | 34           | 30           | 35     | 16     | 8      | 11     | 64     | 45     | +19 |

### Andamento in campionato
| Giornata  | 1  | 2 | 3 | 4 | 5 | 6 | 7 | 8 | 9  | 10 | 11 | 12 | 13 | 14 | 15 | 16 | 17 | 18 | 19 | 20 | 21 | 22 | 23 | 24 | 25 | 26 | 27 | 28 | 29 | 30 | 31 | 32 | 33 | 34 |
| --------- | -- | - | - | - | - | - | - | - | -- | -- | -- | -- | -- | -- | -- | -- | -- | -- | -- | -- | -- | -- | -- | -- | -- | -- | -- | -- | -- | -- | -- | -- | -- | -- |
| Luogo     | C  | T | C | T | T | C | T | C | T  | C  | T  | C  | T  | C  | T  | C  | T  | T  | C  | T  | C  | C  | T  | C  | T  | C  | T  | C  | T  | C  | T  | C  | T  | C  |
| Risultato | N  | V | V | P | V | N | P | N | P  | V  | P  | N  | P  | V  | N  | N  | V  | P  | V  | V  | V  | V  | P  | P  | N  | V  | P  | P  | N  | V  | V  | V  | V  | V  |
| Posizione | 10 | 3 | 2 | 6 | 5 | 6 | 8 | 8 | 11 | 6  | 10 | 9  | 12 | 10 | 10 | 8  | 8  | 8  | 7  | 7  | 7  | 5  | 7  | 7  | 7  | 7  | 8  | 9  | 9  | 9  | 7  | 6  | 5  | 5  |

Legenda:

Luogo: C = Casa; T = Trasferta. Risultato: V = Vittoria; N = Pareggio; P = Sconfitta.

### Statistiche dei giocatori
| Giocatore      | Regionalliga | Regionalliga | Regionalliga | Regionalliga | Coppa di Germania | Coppa di Germania | Coppa di Germania | Coppa di Germania | Totale   | Totale | Totale      | Totale     |
| Giocatore      | Presenze     | Reti         | Ammonizioni  | Espulsioni   | Presenze          | Reti              | Ammonizioni       | Espulsioni        | Presenze | Reti   | Ammonizioni | Espulsioni |
| -------------- | ------------ | ------------ | ------------ | ------------ | ----------------- | ----------------- | ----------------- | ----------------- | -------- | ------ | ----------- | ---------- |
| M. Aerdken     | 19           | 2            | 1            | 0            | 1                 | 0                 | 0                 | 0                 | 20       | 2      | 1           | 0          |
| T. Aptidis     | 4            | 0            | 1            | 0            | 0                 | 0                 | 0                 | 0                 | 4        | 0      | 1           | 0          |
| C. Broos       | 32           | 2            | 2            | 1            | 1                 | 0                 | 0                 | 0                 | 33       | 2      | 2           | 1          |
| C. Cassidy     | 4            | 0            | 0            | 0            | 0                 | 0                 | 0                 | 0                 | 4        | 0      | 0           | 0          |
| Ö. Dagdas      | 1            | 0            | 0            | 0            | 0                 | 0                 | 0                 | 0                 | 1        | 0      | 0           | 0          |
| R. Derkum      | 0            | 0            | 0            | 0            | 0                 | 0                 | 0                 | 0                 | 0        | 0      | 0           | 0          |
| K. Hartwig     | 16           | 1            | 1            | 0            | 0                 | 0                 | 0                 | 0                 | 16       | 1      | 1           | 0          |
| U. Henn        | 34           | 1            | 1            | 0            | 1                 | 0                 | 0                 | 0                 | 35       | 1      | 1           | 0          |
| K. Hutwelker   | 29           | 11           | 1            | 2            | 1                 | 0                 | 0                 | 0                 | 30       | 11     | 1           | 2          |
| M. Klauß       | 28           | 10           | 0            | 0            | 1                 | 1                 | 0                 | 0                 | 29       | 11     | 0           | 0          |
| U. Kober       | 7            | 0            | 0            | 0            | 1                 | 0                 | 0                 | 0                 | 8        | 0      | 0           | 0          |
| P. Krzeszowiak | 1            | 0            | 0            | 0            | 0                 | 0                 | 0                 | 0                 | 1        | 0      | 0           | 0          |
| E. Küttner     | 0            | 0            | 0            | 0            | 0                 | 0                 | 0                 | 0                 | 0        | 0      | 0           | 0          |
| A. Lenz        | 5            | 0            | 0            | 0            | 1                 | 0                 | 0                 | 0                 | 6        | 0      | 0           | 0          |
| I. Menzel      | 33           | 2            | 3            | 1            | 1                 | 0                 | 0                 | 0                 | 34       | 2      | 3           | 1          |
| A. Rasche      | 3            | 0            | 0            | 0            | 0                 | 0                 | 0                 | 0                 | 3        | 0      | 0           | 0          |
| T. Richter     | 30           | 0            | 0            | 0            | 1                 | 0                 | 0                 | 0                 | 31       | 0      | 0           | 0          |
| W. Ruthmann    | 6            | 0            | 0            | 0            | 0                 | 0                 | 0                 | 0                 | 6        | 0      | 0           | 0          |
| S. Răducanu    | 0            | 0            | 0            | 0            | 0                 | 0                 | 0                 | 0                 | 0        | 0      | 0           | 0          |
| F. Schön       | 34           | 1            | 4            | 0            | 1                 | 0                 | 0                 | 0                 | 35       | 1      | 4           | 0          |
| S. Steup       | 16           | 1            | 2            | 0            | 0                 | 0                 | 0                 | 0                 | 16       | 1      | 2           | 0          |
| F. Straka      | 29           | 4            | 5            | 2            | 1                 | 0                 | 0                 | 0                 | 30       | 4      | 5           | 2          |
| R. Sturm       | 32           | 15           | 3            | 0            | 1                 | 0                 | 0                 | 0                 | 33       | 15     | 3           | 0          |
| M. Szewczyk    | 7            | 0            | 1            | 0            | 0                 | 0                 | 0                 | 0                 | 7        | 0      | 1           | 0          |
| T. Thiel       | 8            | 0            | 2            | 0            | 0                 | 0                 | 0                 | 0                 | 8        | 0      | 2           | 0          |
| A. Weber       | 29           | 13           | 2            | 0            | 0                 | 0                 | 0                 | 0                 | 29       | 13     | 2           | 0          |
| F. Zilles      | 34           | 0            | 1            | 0            | 1                 | 0                 | 0                 | 0                 | 35       | 0      | 1           | 0          |